# Thuidium schistocalyx
Thuidium schistocalyx là một loài Rêu trong họ Thuidiaceae. Loài này được (Müll. Hal.) Mitt. miêu tả khoa học đầu tiên năm 1869.